# Епархия Рочестера

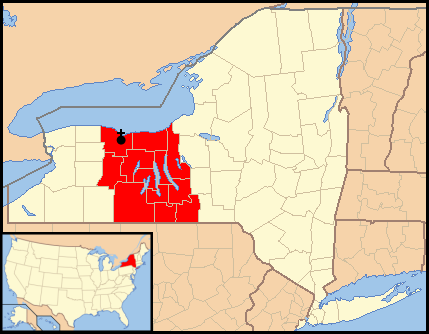
Расположение епархии Рочестера

Епархия Рочестера (лат. Dioecesis Roffensis) — епархия Римско-Католической церкви с центром в городе Рочестер, штат Нью-Йорк, США. Епархия Рочестера входит в митрополию Нью-Йорка. Кафедральным собором епархии Рочестера является Собор Святейшего Сердца Иисуса.

## История
3 марта 1868 года Святой Престол учредил епархию Рочестера, выделив её из епархии Буффало. В 1896 году епархия Рочестера была расширена за счёт четырёх округов, ранее принадлежавших епархии Буффало.

## Ординарии епархии
- епископ Бернард Джон Маккуэйд[англ.] (3.03.1868 — 18.01.1909)
- епископ Томас Фрэнсис Хикки[англ.] (18.01.1909 — 30.10.1928) — архиепископ ad personam после выхода на пенсию
- епископ Джон Фрэнсис О’Герн[англ.] (04.01.1929 — 22.05.1933)
- епископ Эдуард Алоизиус Муни (28.08.1933 — 31.05.1937) — назначен архиепископом Детройта, кардинал с 1946
- епископ Джеймс Эдвард Кирни[англ.] (31.07.1937 — 21.10.1966)
- епископ Фултон Джон Шин (21.10.1966 — 06.10.1969) — архиепископ ad personam после выхода на пенсию
- епископ Джозеф Ллойд Хоган[англ.] (06.10.1969 — 22.11.1978)
- епископ Мэтью Харви Кларк[англ.] (23.04.1979 — 21.09.2012)
- епископ Сальваторе Рональд Матано[англ.] (с 06.11.2013)[1]

## Источник
- Annuario Pontificio, Libreria Editrice Vaticana, Città del Vaticano, 2003, ISBN 88-209-7422-3